# Badri K'varatskhelia
Badri K'varatskhelia (in georgiano ბადრი კვარაცხელია?, Badri K'varatskhelia; Nakipu, 15 febbraio 1965) è un ex calciatore e allenatore di calcio azero, di ruolo attaccante.

## Biografia
Nato in Unione Sovietica in quella che era la RSS Georgiana, optò in seguito per la nazionalità azera. Ha tre figli: Nika, Khvicha e Tornike. Il secondogenito Khvicha è anch'egli calciatore.

## Carriera

### Giocatore

#### Club
Ha giocato nella massima serie dei campionati georgiano e azero, vincendo cinque campionati, una coppa nazionale e un titolo di capocannoniere.
Dopo 11 anni di inattività, nel 2015 ritorna a giocare per il club georgiano Odishi 1919.

#### Nazionale
Nel 2000 ha giocato 3 partite con la nazionale azera.

### Allenatore
Ha allenato club della massima divisione georgiana.

## Statistiche

### Cronologia presenze e reti in nazionale
| Cronologia completa delle presenze e delle reti in nazionale ― Azerbaigian | Cronologia completa delle presenze e delle reti in nazionale ― Azerbaigian | Cronologia completa delle presenze e delle reti in nazionale ― Azerbaigian | Cronologia completa delle presenze e delle reti in nazionale ― Azerbaigian | Cronologia completa delle presenze e delle reti in nazionale ― Azerbaigian | Cronologia completa delle presenze e delle reti in nazionale ― Azerbaigian | Cronologia completa delle presenze e delle reti in nazionale ― Azerbaigian | Cronologia completa delle presenze e delle reti in nazionale ― Azerbaigian |
| Data                                                                       | Città                                                                      | In casa                                                                    | Risultato                                                                  | Ospiti                                                                     | Competizione                                                               | Reti                                                                       | Note                                                                       |
| -------------------------------------------------------------------------- | -------------------------------------------------------------------------- | -------------------------------------------------------------------------- | -------------------------------------------------------------------------- | -------------------------------------------------------------------------- | -------------------------------------------------------------------------- | -------------------------------------------------------------------------- | -------------------------------------------------------------------------- |
| 3-6-2000                                                                   | Baku                                                                       | Azerbaigian                                                                | 0 – 0                                                                      | Georgia                                                                    | Amichevole                                                                 | -                                                                          | 75’                                                                        |
| 2-9-2000                                                                   | Baku                                                                       | Azerbaigian                                                                | 0 – 1                                                                      | Svezia                                                                     | Qual. Mondiali 2002                                                        | -                                                                          |                                                                            |
| 6-10-2000                                                                  | Skopje                                                                     | Macedonia                                                                  | 3 – 0                                                                      | Azerbaigian                                                                | Qual. Mondiali 2002                                                        | -                                                                          | 46’                                                                        |
| Totale                                                                     |                                                                            | Presenze                                                                   | 3                                                                          |                                                                            | Reti                                                                       | 0                                                                          |                                                                            |

## Palmarès

### Giocatore

#### Club
- Campionato georgiano: 1

Dinamo Tbilisi: 1992-1993
- Coppa di Georgia: 1

Dinamo Tbilisi: 1992-1993
- Campionato azero: 4

Kəpəz: 1997-1998
Şəmkir: 1999-2000, 2000-2001, 2001-2002
- Coppa dell'Azerbaigian: 4

Kəpəz: 1997-1998

#### Individuale
- Capocannoniere del campionato azero: 1

1999-2000 (16 reti)